# Legião Urbana
I Legião Urbana sono un gruppo musicale brasiliano. Nato nella capitale Brasilia, fu attivo dal 1982 al 1996, quando si sciolse in seguito alla morte del cantante Renato Russo.
Nell'ottobre del 2015, in occasione del trentennale dell'uscita del primo album, i due musicisti ancora vivi, il batterista Marcelo Bonfá e il chitarrista Dado Villa-Lobos (nel febbraio di quell'anno era morto anche il bassista Renato Rocha), hanno dato vita al tour "Legião Urbana XXX anos" arruolando per l'occasione l'attore e musicista André Frateschi, il chitarrista Lucas Vasconcellos, il tastierista Roberto Polo e Mauro Berman, detto Formigão ("Formicone"), bassista dei Planet Hemp.

## Formazione
- Renato Russo (deceduto), voce (1982-1996), tastiere (1982-1996),  basso (1982-1984, 1989-1996)
- Marcelo Bonfá, batteria (1982-1996)
- Dado Villa-Lobos, chitarra (1983-1996)
- Renato Rocha (deceduto), basso (1984-1989)
- Eduardo Paraná, chitarra (1982)
- Paulo Paulista, tastiere (1982)
- Ico Ouro-Preto, chitarra (1982-1983)

## Discografia
Album studio
- Legião Urbana (1985)
- Dois (1986)
- Que País É Este (1987)
- As Quatro Estações (1989)
- V (1991)
- O Descobrimento do Brasil (1993)
- A Tempestade, ou O Livro dos Dias (1996)
- Uma Outra Estação (1997)

Raccolte
- Música para Acampamentos (1992)
- Mais do Mesmo (1998)
- Perfil (2011)

Live
- Acústico MTV: Legião Urbana (1999)
- Como é Que Se Diz Eu te Amo (2001)
- As Quatro Estações ao Vivo (2004)